# Alpes berneses
Os Alpes berneses são uma cadeia de montanhas na parte ocidental dos Alpes Suíços, a sul do cantão de Berna, e fazem parte dos Alpes Ocidentais-Norte segundo o define a #SOIUSA. O ponto mais alto é Finsteraarhorn com 4274 m de altitude.

## Situação
Os Alpes berneses são drenados pelo rio Aar e pelo seu afluente rio Saane a norte, pelo rio Ródano a sul pelo rio Reuss a leste.
Nesta parte dos Alpes Suíços encontra-se uma grande maioria das principais montanhas da Suíça, entre as quais se destacam o Jungfrau, o Mönch, o Aletschhorn, o Eiger e o Finsteraarhorn, todas elas com altitude superior aos 3900 metros.
Nos Alpes berneses fica também o sítio de Jungfrau-Aletsch-Bietschhorn, declarado Património da Humanidade pela UNESCO, o qual compreende o maior glaciar dos Alpes, o Aletsch, com 18 km de comprimento, o Jungfrau e seu domínio, o Jungfraujoch e o Bietschhorn.
Os Alpes berneses são muito visitados pelos turistas durante todo o ano, e uma das cidades mais visitadas é Interlaken, cidade que fica situada entre os lagos de Thun e Brienz e que é de grande vocação para os desportos de Inverno.

## Divisão tradicional
Embora o nome sugira que se situam apenas no cantão de Berna (mais precisamente no Oberland Bernês), os Alpes Berneses estendem-se também pelos cantões de Vaud, Friburgo, Valais, Uri, Nidwald e Lucerna.
Os Alpes berneses faziam parte da divisão tradicional da partição dos Alpes adoptada em 1926 pelo  IX Congresso Geográfico Italiano  na Itália, com o fim de normalizar a sua divisão em Alpes Ocidentais os Alpes Centrais  aos quais pertenciam, e dos Alpes Orientais.

## SOIUSA
A Subdivisão Orográfica Internacional Unificada do Sistema Alpino (SOIUSA), dividiu os Alpes em duas grandes partes:Alpes Ocidentais e Alpes Orientais, separados pela linha formada pelo rio Reno - passo de Spluga - lago de Como - lago de Lecco.
Os Alpes berneses são formados pelo conjunto; Alpes Uraneses, Alpes de Berna e pelos Alpes de Vaud.

### Classificação  SOIUSA
Segundo a SOIUSA este acidente orográfico é uma secção alpina com a seguinte classificação:
- Parte = Alpes Ocidentais
- Grande sector alpino = Alpes Ocidentais-Norte
- Secção alpina = Alpes Berneses
- Código = I/B-12, enquanto que  conjunto Alpes berneses
  - Código = I/B-12.II, enquanto que Alpes de Berna

## Lista de picos

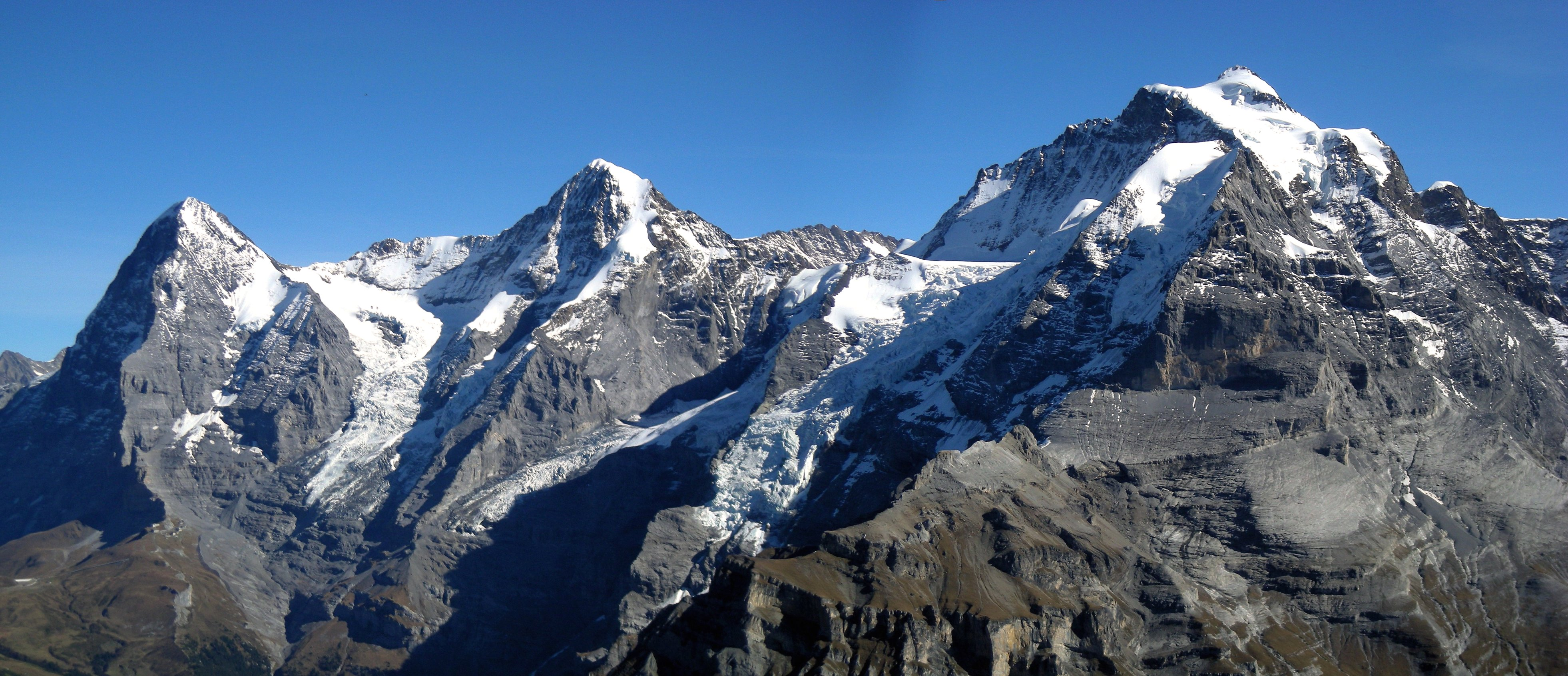
Eiger, Mönch e Jungfrau

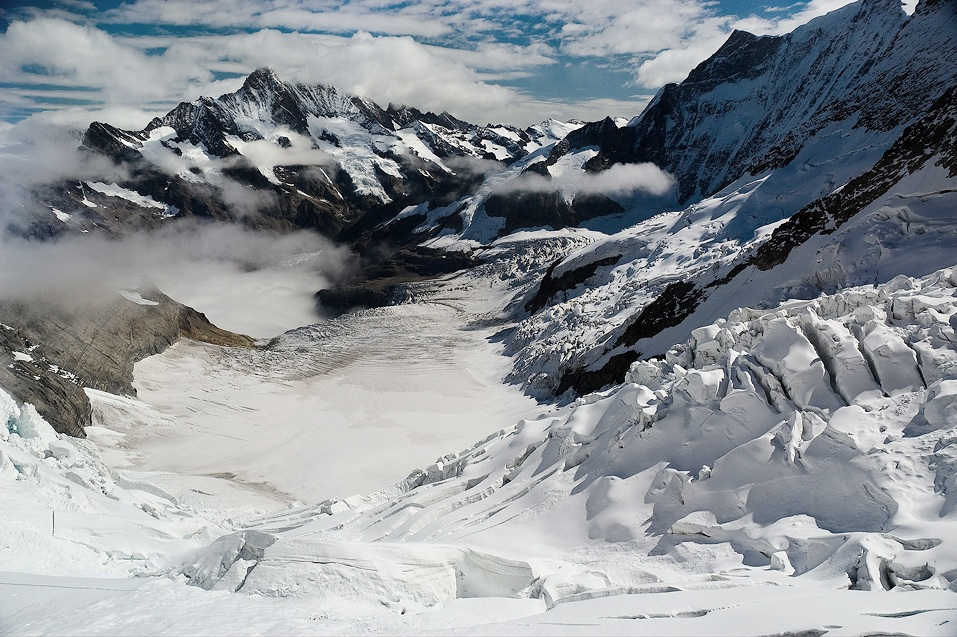
Eismeer

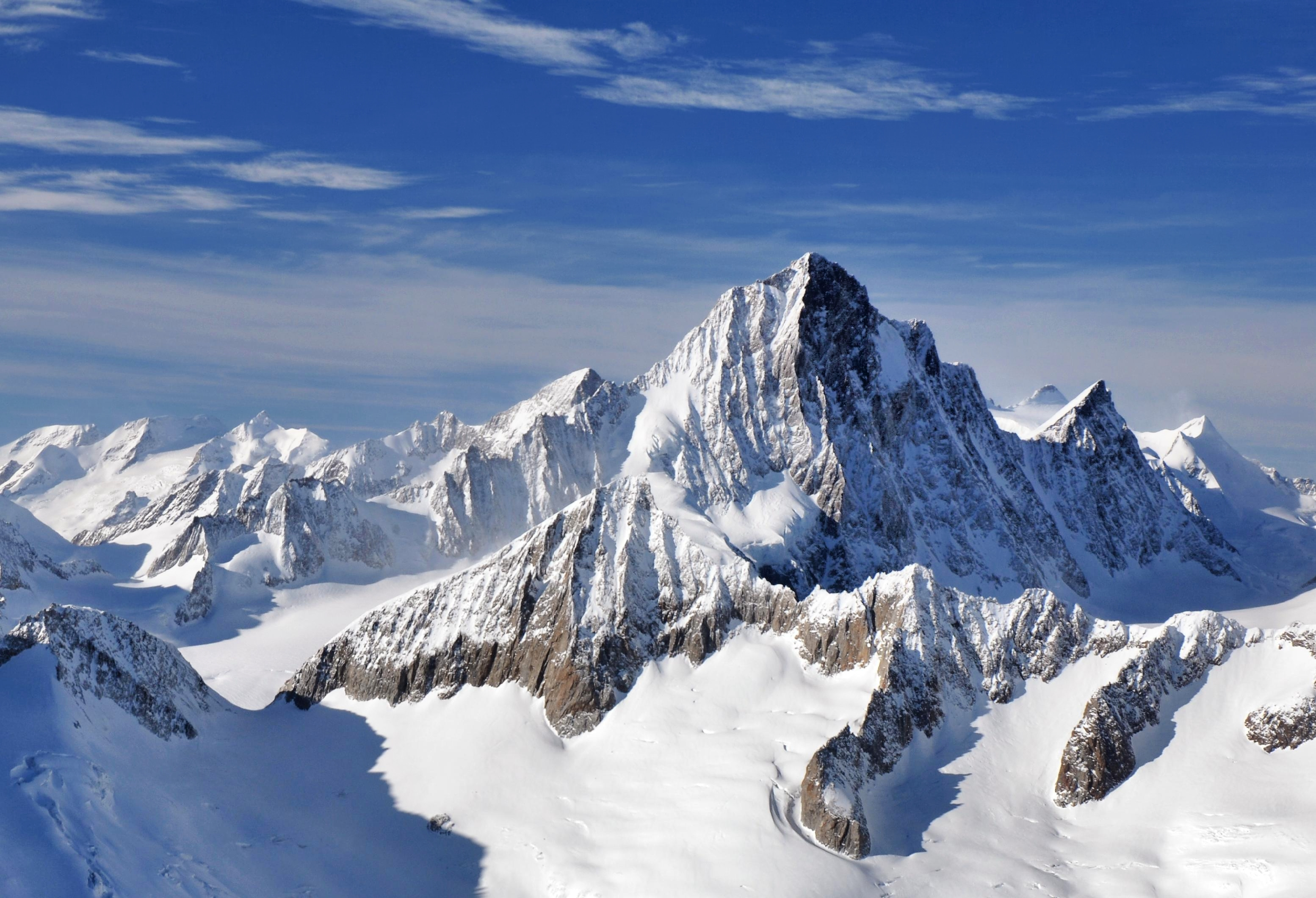
Finsteraarhorn

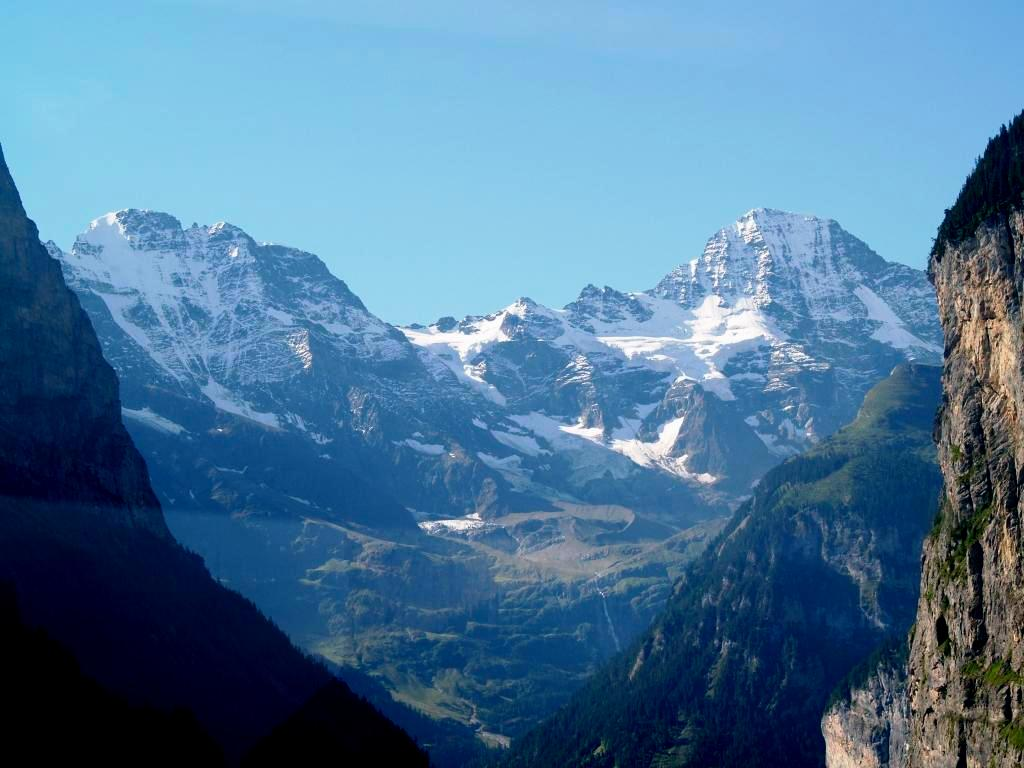
Lauterbrunnental

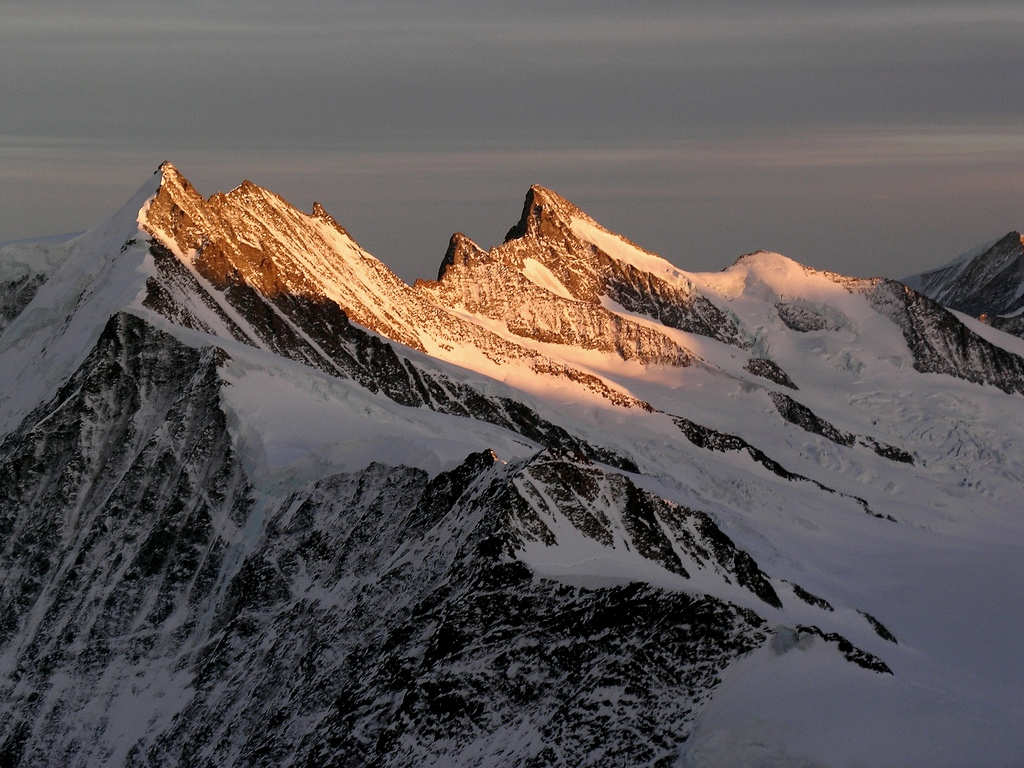
Grünhorn

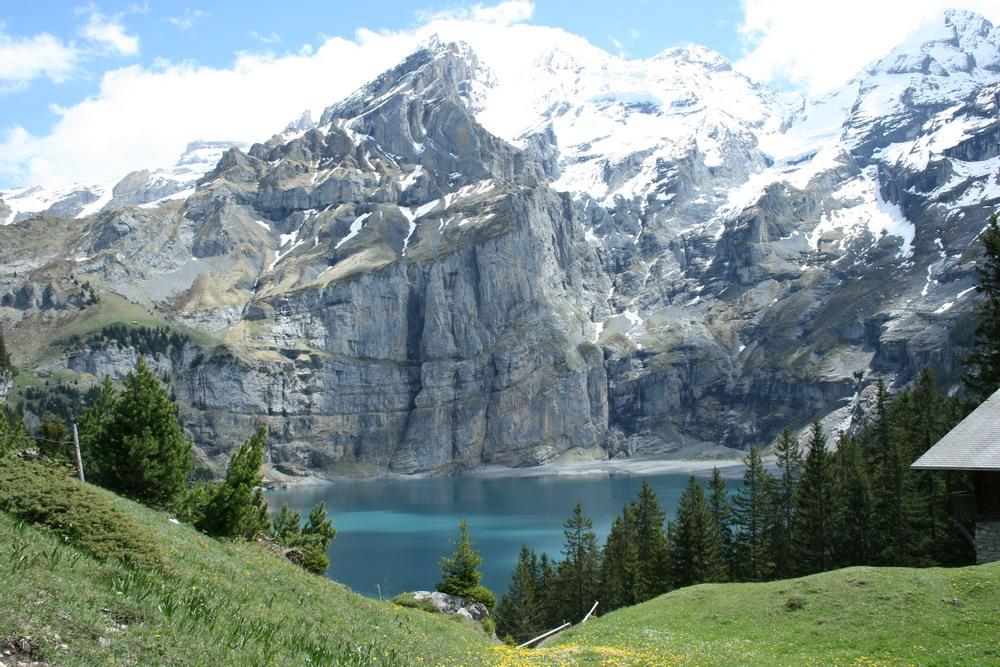
Lake Oeschinen

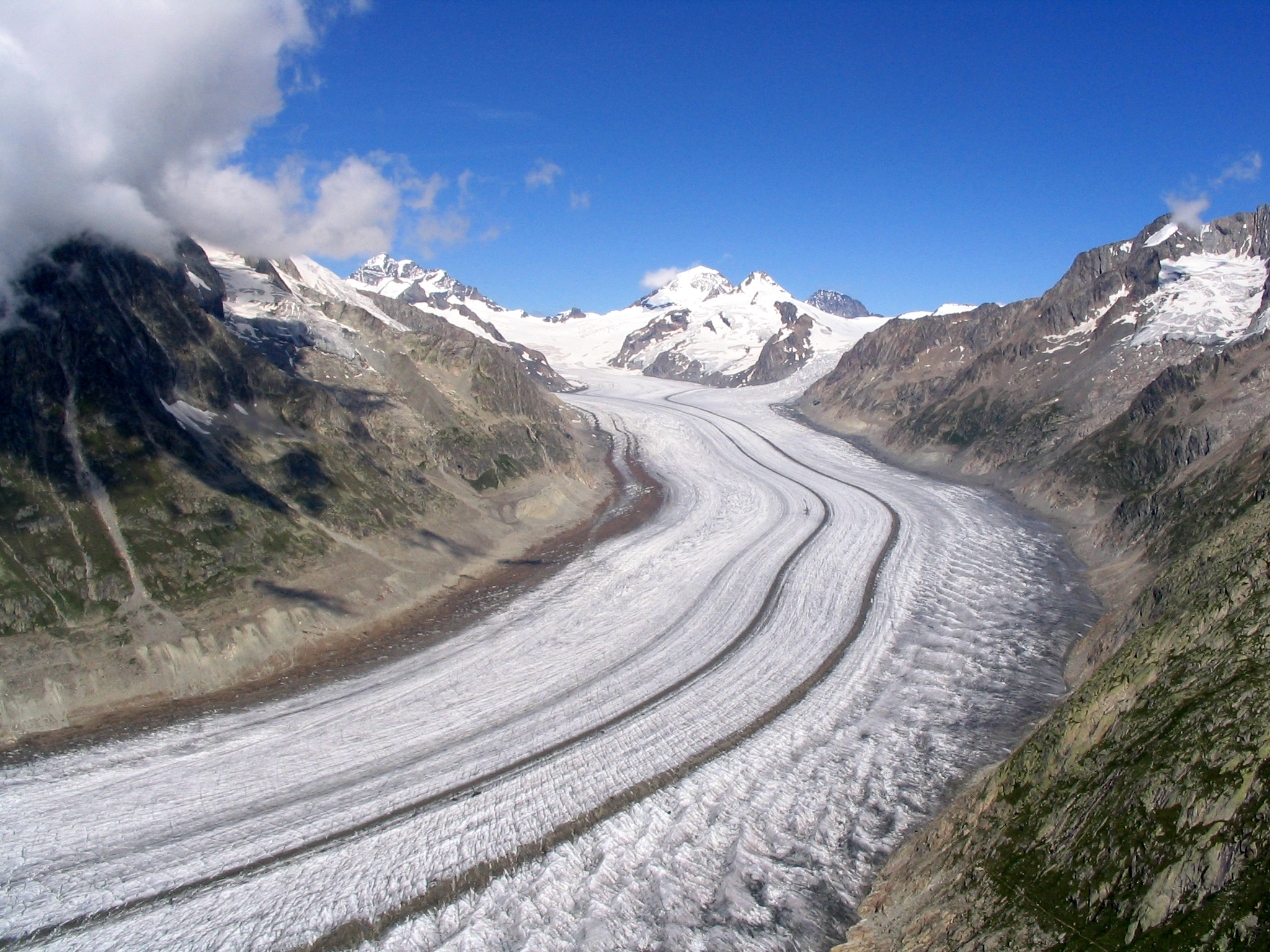
Aletsch Glacier

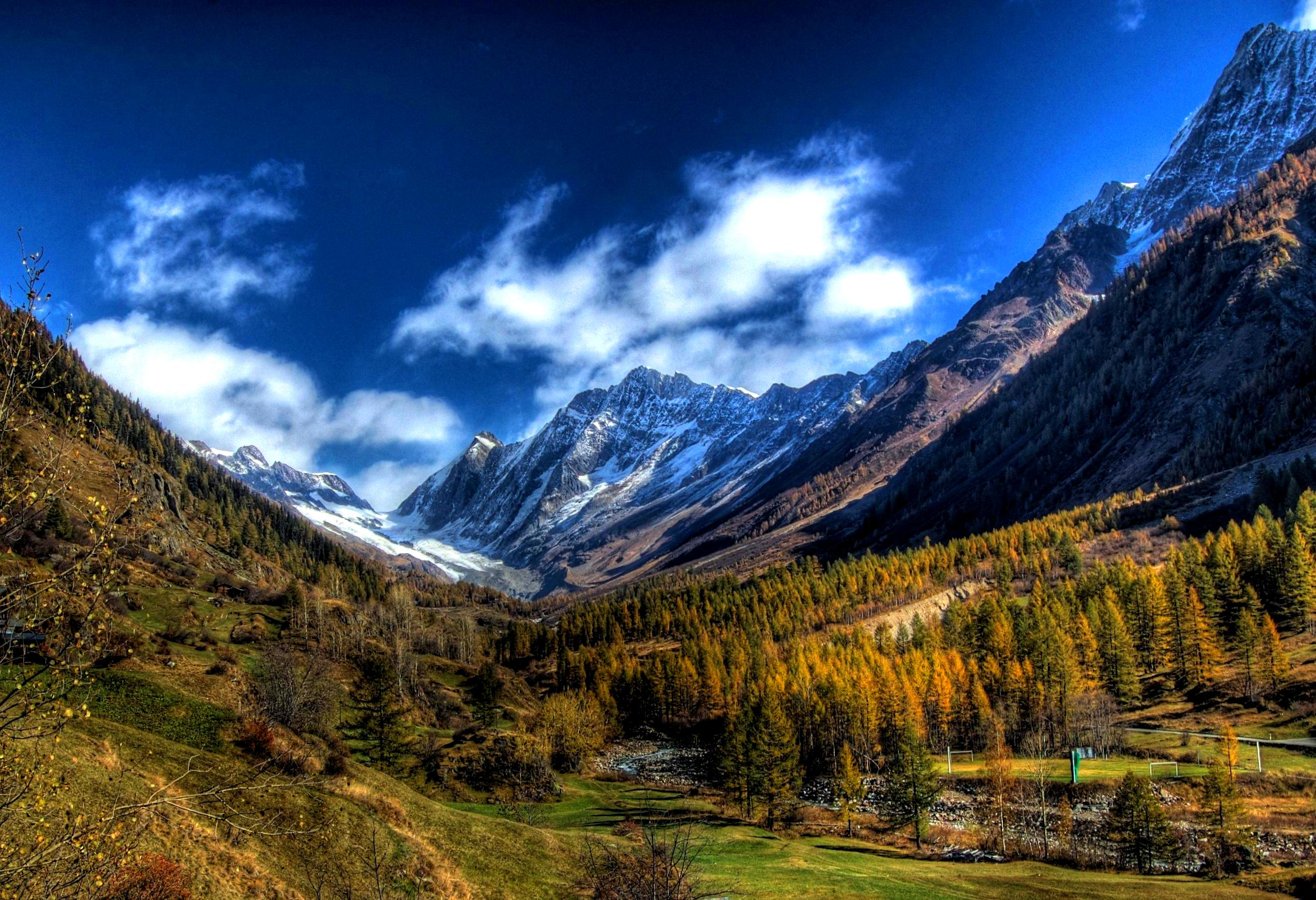
Lötschental

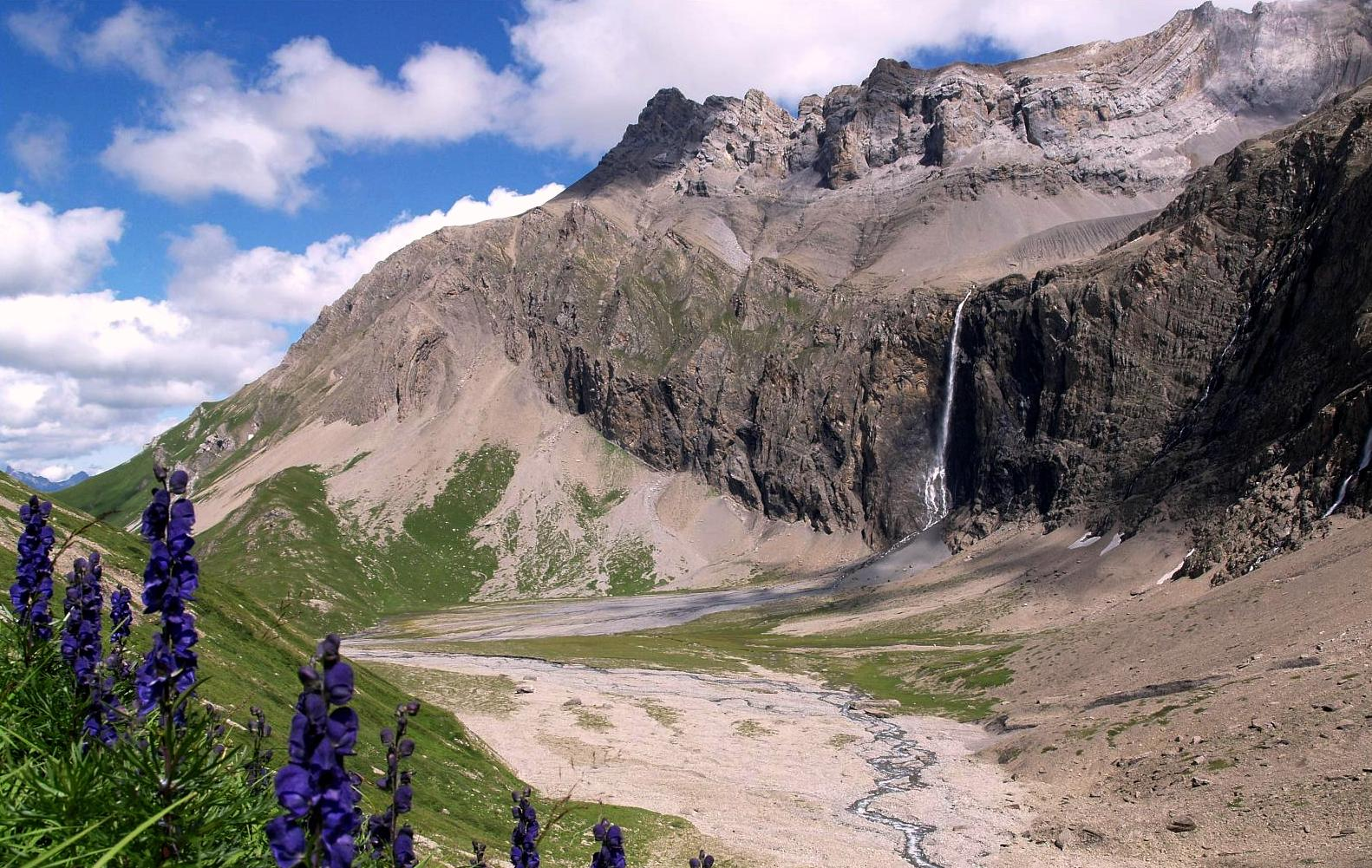
Rottal

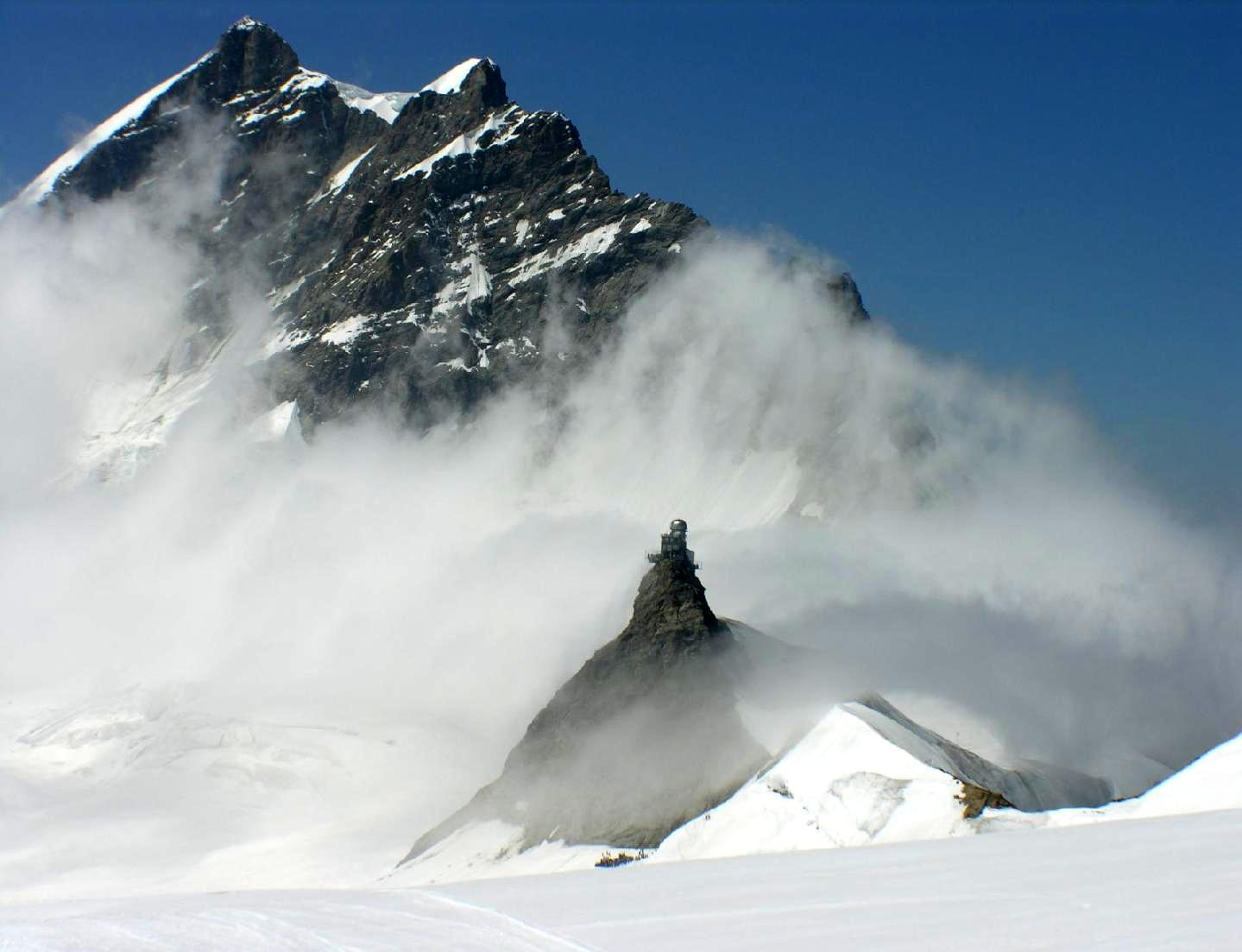
"Topo da Europa", Jungfraujoch

Os principais picos dos Alpes Berneses são:
| Nome                      | Altitude | Altitude  |
| ------------------------- | -------- | --------- |
| Finsteraarhorn            | 4274 m   | 14.026 ft |
| Aletschhorn               | 4182 m   | 13.721 ft |
| Jungfrau                  | 4166 m   | 13.669 ft |
| Mönch                     | 4105 m   | 13.468 ft |
| Schreckhorn               | 4080 m   | 13.386 ft |
| Gross Fiescherhorn        | 4049 m   | 13.285 ft |
| Grünhorn                  | 4043 m   | 13.264 ft |
| Lauteraarhorn             | 4042 m   | 13.261 ft |
| Hinter Fiescherhorn       | 4025 m   | 13.205 ft |
| Gletscherhorn             | 3983 m   | 13.067 ft |
| Eiger                     | 3970 m   | 13.025 ft |
| Rottalhorn                | 3969 m   | 13.031 ft |
| Ebnefluh                  | 3962 m   | 12.999 ft |
| Agassizhorn               | 3946 m   | 12.946 ft |
| Bietschhorn               | 3934 m   | 12.907 ft |
| Trugberg                  | 3933 m   | 12.904 ft |
| Klein Grünhorn            | 3913 m   | 12.838 ft |
| Gross Wannenhorn          | 3905 m   | 12.812 ft |
| Klein Fiescherhorn        | 3895 m   | 13.779 ft |
| Mittaghorn                | 3892 m   | 12.769 ft |
| Fiescher Gabelhorn        | 3876 m   | 12.717 ft |
| Nesthorn                  | 3820 m   | 12.533 ft |
| Dreieckhorn               | 3811 m   | 12.503 ft |
| Schinhorn                 | 3797 m   | 12.457 ft |
| Breithorn (Blatten)       | 3785 m   | 12.418 ft |
| Breithorn (Lauterbrunnen) | 3779 m   | 12.399 ft |
| Grosshorn                 | 3754 m   | 12.316 ft |
| Sattelhorn                | 3745 m   | 12.287 ft |
| Wetterhorn                | 3708 m   | 12.166 ft |
| Balmhorn                  | 3698 m   | 12.133 ft |
| Silberhorn                | 3695 m   | 12.122 ft |
| Blüemlisalphorn           | 3671 m   | 12.044 ft |
| Doldenhorn                | 3647 m   | 11.966 ft |
| Altels                    | 3636 m   | 11.930 ft |
| Tschingelhorn             | 3562 m   | 11.686 ft |
| Gspaltenhorn              | 3442 m   | 11.293 ft |
| Ewigschneehorn            | 3331 m   | 10.929 ft |
| Hienderstock              | 3307 m   | 10.849 ft |
| Ritzlihorn                | 3282 m   | 10.768 ft |
| Wildhorn                  | 3248 m   | 10.656 ft |
| Wildstrubel               | 3243 m   | 10.640 ft |
| Diablerets                | 3210 m   | 10.650 ft |
| Wellhorn                  | 3196 m   | 10.486 ft |
| Mättenberg                | 3107 m   | 10.194 ft |
| Löffelhorn                | 3098 m   | 10.165 ft |
| Grand Muveran             | 3061 m   | 10.043 ft |
| Sparrhorn                 | 3026 m   | 9.928 ft  |
| Torrenthorn               | 3003 m   | 9.853 ft  |
| Dent de Morcles           | 2.980 m  | 9.777 ft  |
| Schilthorn                | 2.973 m  | 9.754 ft  |
| Eggishorn                 | 2.934 m  | 9.626 ft  |
| Schwarzhorn               | 2.930 m  | 9.613 ft  |
| Gross Sidelhorn           | 2.881 m  | 9.452 ft  |
| Albristhorn               | 2.764 m  | 9.069 ft  |
| Faulhorn                  | 2.683 m  | 8.803 ft  |
| Gummfluh                  | 2.461 m  | 8.074 ft  |
| Sulegg                    | 2.412 m  | 7.914 ft  |
| Vanil Noir                | 2.395 m  | 7.858 ft  |
| Niesen                    | 2.366 m  | 7.763 ft  |
| Tour d'Aï                 | 2.334 m  | 7.658 ft  |
| Stockhorn                 | 2.192 m  | 7.192 ft  |
| Kaiseregg                 | 2.189 m  | 7.182 ft  |
| Le Chamossaire            | 2.116 m  | 6.943 ft  |
| Rochers de Naye           | 1.740 m  | 5.710 ft  |
| Le Moléson                | 2.006 m  | 6.582 ft  |
| Dent de Jaman             | 1.879 m  | 6.165 ft  |

## Imagens

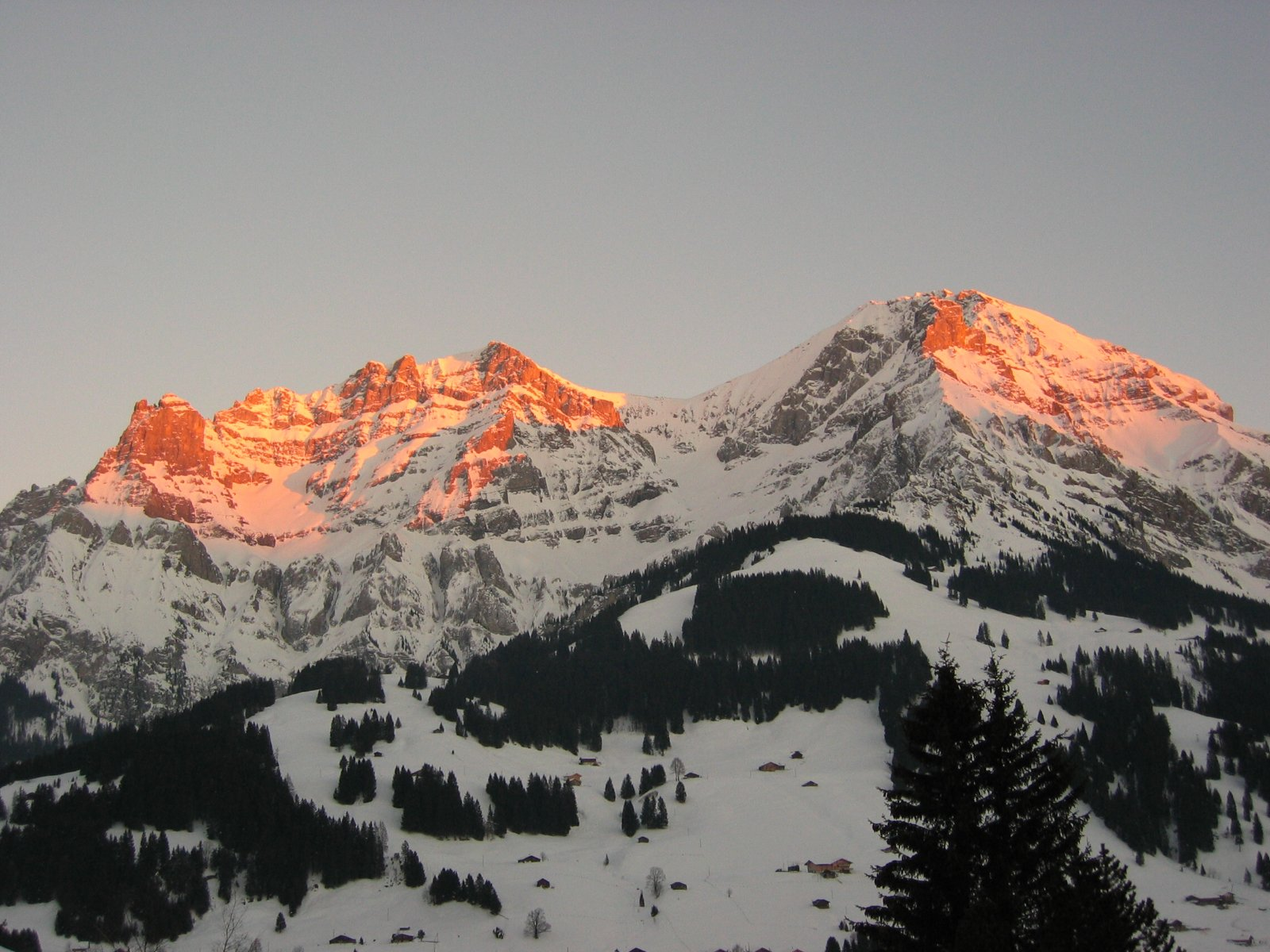
Os Alpes Berneses vistos de Adelboden
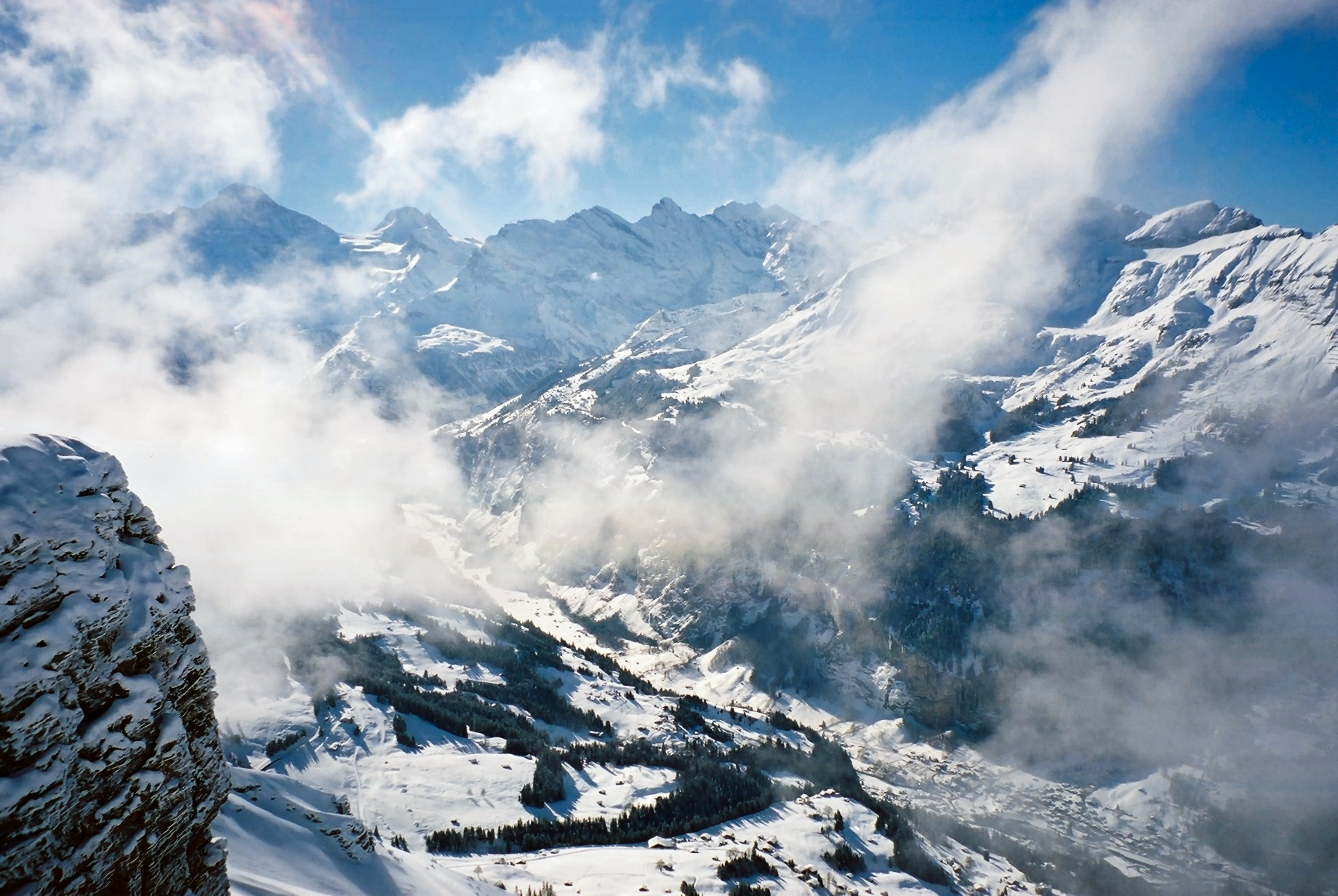
Vale de Lauterbrunnen
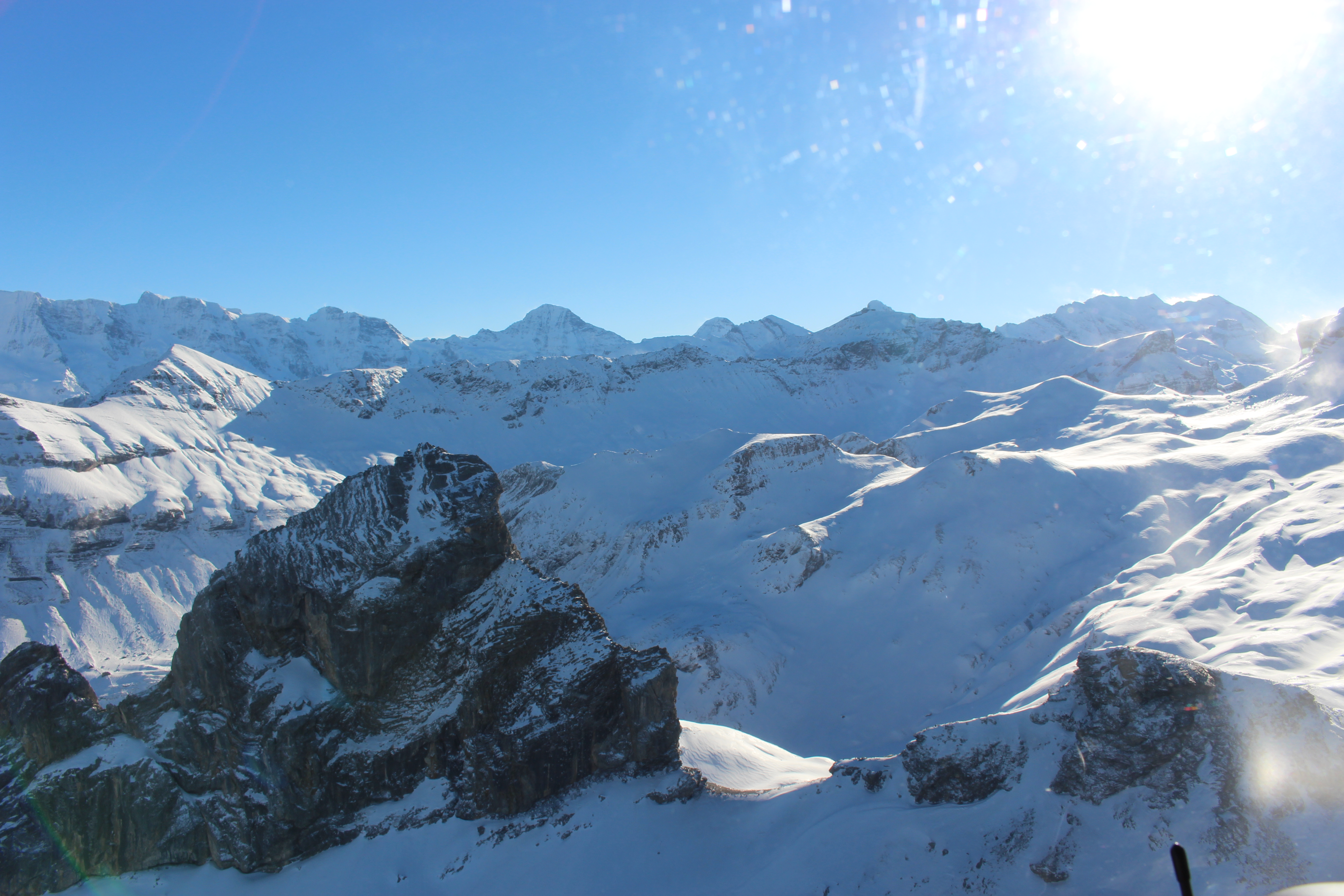